# ユーバーリンゲン空中衝突事故

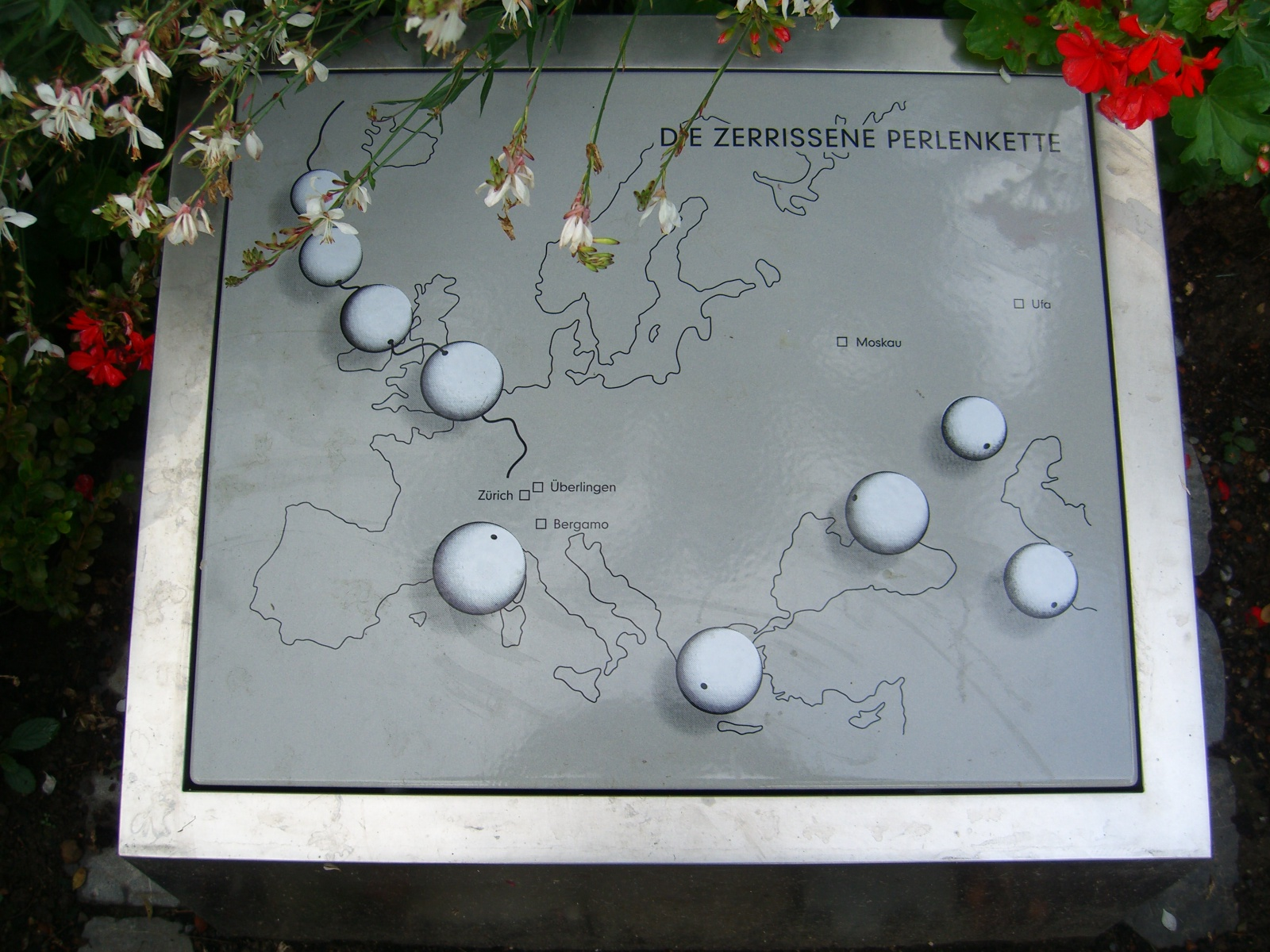
"Die zerrissene Perlenkette"（引きちぎられた真珠のネックレス）という祈念碑

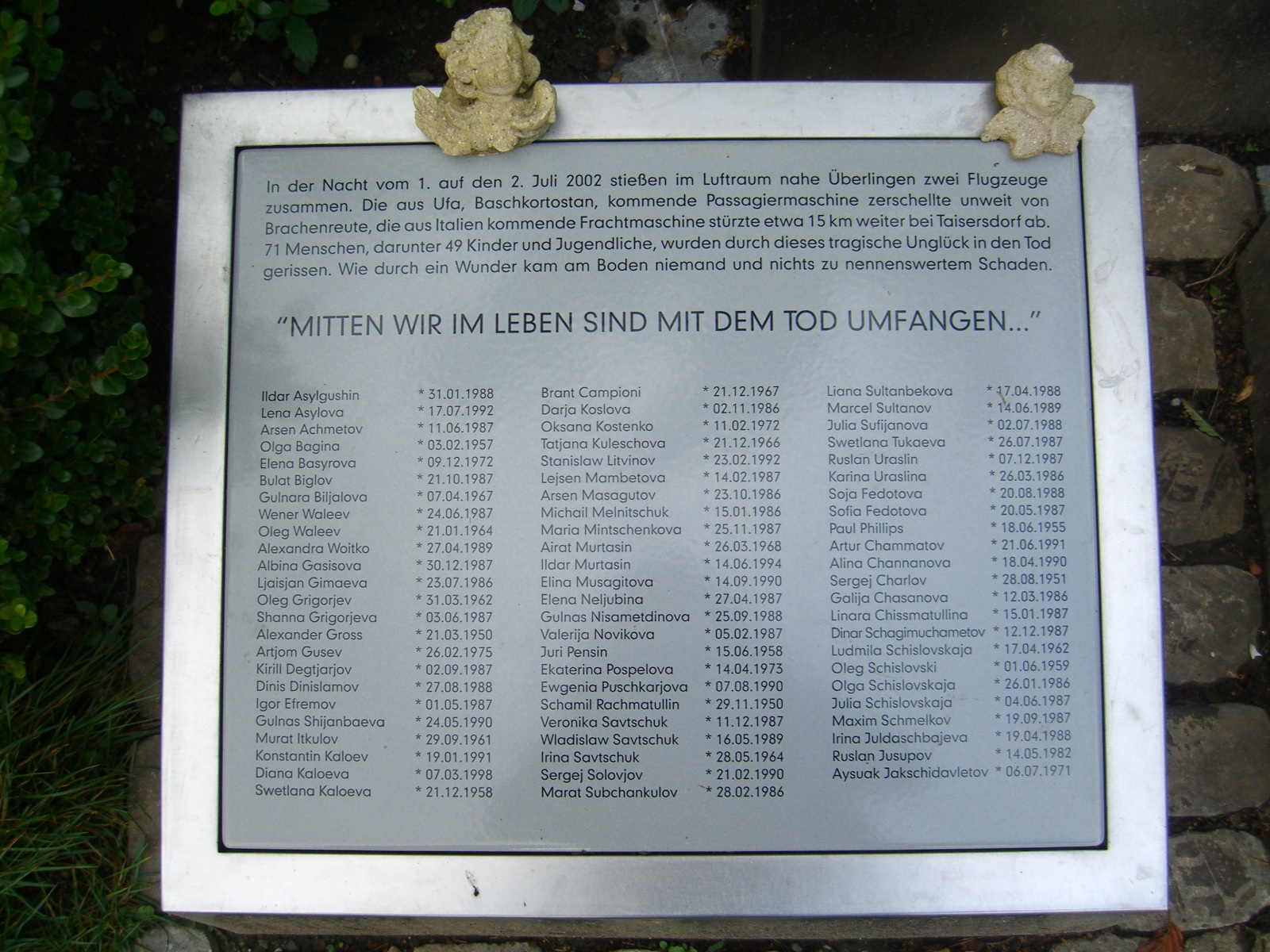
祈念碑

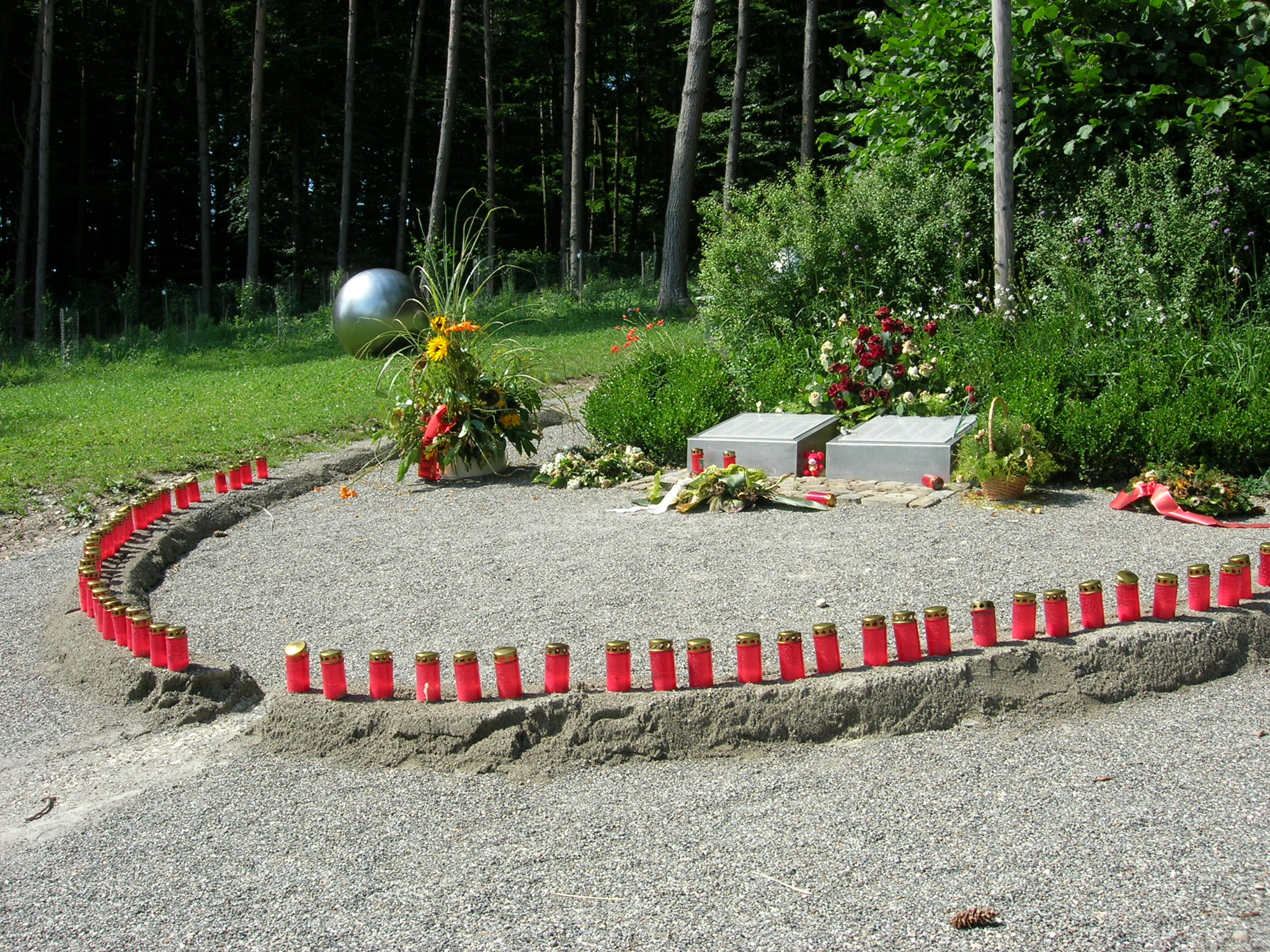
ユーバーリンゲン空中衝突事故のメモリアル

ユーバーリンゲン空中衝突事故（ユーバーリンゲンくうちゅうしょうとつじこ、英語: Überlingen mid-air collision）は、2002年7月1日の21時35分（UTC）に、バシキール航空2937便（機体：Tu-154M、乗客60人 – 大半は子供 – と乗員9人が搭乗）と、DHL611便（機体：ボーイング757-23APF、パイロット2人が搭乗）が、ドイツ南部の都市ユーバーリンゲンの上空で衝突した航空事故である。衝突によりバシキール航空機は空中分解し、DHL機は機体破損のため操縦不能状態に陥り、
両機とも墜落し、両機に搭乗していた71人全員が死亡した。
2004年2月24日には事故により家族を失った遺族が、事故時に航空管制を担当していた管制官を捜し出して殺害した事件が起きた。
2004年5月19日にドイツの連邦航空機事故調査局 (BFU) は、この事故は、事故当時これらの便を監視していたスイスの航空管制システムの欠陥と、TCAS（航空機に搭載されている衝突防止装置）が発した警報の取り扱いにおける曖昧性が原因で、発生したという結論を発表した。

## 航空機と乗務員

### バシキール航空2937便の機体と乗務員
- 当日のバシキール航空2937便
  - 機体：ツポレフTu-154M
    - 機体記号：RA-85816
    - 製造：1995年

  - コールサイン:ブラボータンゴチャーリー2937（Bravo Tango Charlie 2937）
  - 運航予定
    - 出発地：ロシア連邦内バシコルトスタン共和国・ウファ
    - 経由地：モスクワ
    - 目的地：スペイン・バルセロナ

  - 運航乗務員：5名
    - 機長：2名（52歳操縦担当・40歳会社のチーフパイロット）
    - 副操縦士：41歳
    - 航空機関士：37歳
    - 航法士：50歳

  - 客室乗務員：4人
  - 乗客：60人

バシキール航空2937便はチャーター便だった。バシキール航空はバシコルトスタンの首都・ウファに本拠地を置く航空会社である。
2937便には乗員9名（運航乗務員5名・客室乗務員4名）、乗客60名の計69名が搭乗していた。乗客の大半は選抜試験に合格した褒賞として、スペインへのツアーに招待されたウファ市内の小中学生及び引率の教師で、同国大統領府及び政府閣僚の子供も含まれていた。彼らはバルセロナで開催されるユネスコフェスティバルに参加した後、カタルーニャ地方のリゾート地で休暇を過ごすという予定だった。報道によれば、45人は6月29日に陸路でモスクワに到着し、同日中にバルセロナ行きの定期旅客機でスペインに向かう計画であった。しかし、搭乗予定だった航空機に乗り遅れたため、急遽2937便をチャーターしてスペインに向かった。

### DHL611便の機体と乗務員
- 当日のDHL611便
  - 機体：ボーイング757-23APF
    - 機体記号：A9C-DHL、バーレーン籍
    - 製造：1990年

  - 運航予定
    - 出発地：バーレーン
    - 経由地：イタリア・ベルガモ
    - 目的地：ベルギー・ブリュッセル

  - コールサイン：ディルムン611（Dilmun 611）
  - 機長：イギリス人（47歳）
  - 副操縦士：カナダ人（34歳、操縦担当）

DHL611便は定期貨物便だった。

## 事故の概略
晴天の夜の中、2937便はドイツ領空の高度36,000フィート (11,000 m)をほぼ真西（方位274度）へ、611便はスイス領空の高度26,000フィート (7,900 m)をほぼ真北（方位004度）へ飛行していた。611便は事故の12分前に、最初に指示された高度32,000フィート (9,800 m)より高い36,000フィートへ上昇したい旨を管制に要求し、8分50秒前には許可を得て36,000フィートに上昇した。両機はいわゆるコリジョンコースだったが、この時点では両機の間は充分離れていた。611便は程なくドイツ領空に到達した。
ドイツ・バーデン＝ヴュルテンベルク州南部の当該空域はスイスの管制区域と定められており、事故当日もチューリッヒに拠点を置く民間航空管制会社であるスカイガイド社によって管制されていた。事故当時、スイス領空全域及びドイツ領空南部を管制していた管制官は、1人だけであった。彼は当該空域の高高度空域及び、ドイツ南部のフリードリヒスハーフェン空港への進入管制を同時に担当していた。普段であれば、管制管轄域内で飛行機が異常接近したりした場合は、管制センターに備え付けられていた接近警報装置（コンフリクト・アラーム）が警報を発する。しかし、この日は機器点検中だったため機能が大幅に限定されており、警告を発する機能は無効だった。また、当夜はフリードリヒスハーフェンへ遅れて着陸した便が存在し、管制官はその進入管制に約5分間掛かりっきりだったため、2937便と611便の異常接近に気付かなかった。
衝突の50秒前に、2937便と611便の双方の空中衝突防止装置（以下TCAS）が他方の機影を捉えた。衝突43秒前に、管制官は611便と2937便とが同高度で非常に接近していると気付き、2937便に「交錯する機が有るので早急にフライト・レベル350へ降下せよ
（The BTC2937, äh descend flight level äh...350, expedite, I have crossing traffic）」と指示した。衝突36秒前、双方のTCASがそれぞれの乗員に警告を発し、611便では降下、2937便では上昇を指示した。2937便の乗員が管制の指示に応答しなかったため、衝突29秒前に管制官は再度2937便に降下するよう改めて指示した。2937便のTCASは上昇を指示していたが、2937便の乗員は管制官の指示に従って降下を開始し、一方で611便の乗員はTCASの指示に従って直ちに降下を開始した。
衝突18秒前には、611便のTCASはさらに緊急度の高い指示である降下率増加（Increase descent）を発報し、611便はTCASに従った。この時、611便はTCASが警報を発しており、その指示に従って緊急降下中である旨を管制に通報しようとしたが、衝突13秒前に
管制官が2937便に対して「他機(611便)が2時の方向から飛来する」旨の連絡を行っていた最中で、611便の通報は管制官に伝わらなかった。このため管制官は、実際は611便と2937便の双方が降下しているとは、最後まで気付かなかった。管制官は2937便が降下を開始した旨の通報を受け、フライトレベル360を維持する611便との衝突が回避されたと信じ、衝突8秒前にフリードリヒスハーフェン空港の進入管制に戻った。
611便の乗員は、衝突27秒前に2937便の航法灯を2時の方向に視認した。一方で、2937便の乗員は、管制官から他機が2時の方向より接近する旨の情報を得ていため右前方を10秒間近く注視し続け、実際には10時方向から611便が接近してくるのを衝突8秒前まで視認できなかった。衝突6.5秒前、2937便のTCASは上昇率増加（Increase Climb）を指示した。2937便は指示された高度35,000フィート (11,000 m)を下回る高度まで高速で降下しており、衝突2.8秒前には操縦輪が機首上げ方向に一杯に引かれたが、回避不能であった。この結果、現地時間の午後11時36分32秒に、611便と2937便はバーデン＝ヴュルテンベルク州ユーバーリンゲンの上空高度34,890フィート (10,630 m)で、611便の垂直尾翼が2937便の胴体を分断する形で空中衝突した。2937便は空中分解して墜落し、611便は衝突で方向舵を含む垂直尾翼の80パーセントを失って操縦不能に陥り、およそ2分間飛行を続けた後7 km先の森林に70度以上の機首下げ姿勢で墜落した。両機とも生存者はいなかった。

## 事故原因
事故発生当初、スイス領空全域とドイツ南部を管轄していたスカイガイド社は、管制官が職歴8年のベテランであると述べ、事故の原因は管制の指示に速やかに従わなかった2937便に有ると主張した。スイス及びドイツ当局はさらに、2937便がチャーター機であった点を指摘し、現地の空域に不慣れであった可能性や英語による管制が負担であった可能性などを示唆した。マスコミも2937便にはTCASが搭載されていなかったのではないかと批判した。
それに対してロシア当局は、バシキール航空は頻繁にバルセロナ路線を運航していただけでなく、2937便の5名の乗員は皆経験豊富なベテランのパイロットで機長はパイロット経験22年目であった上に監査フライトであり、しかもTu-154M型機が5年前に製造されたばかりの最新型であったという事実を発表し、事故の主因はスイス管制の不適切な指示であると主張した。
事故調査の結果、管制を担当していたスカイガイド社の設備に以下の複数のトラブルが発生していた上に、管制上の規律違反が重なったために、結果的に事故が発生したと判明した。
- 当時、当直の管制官は2名だったが、内1人は休憩のために管制業務から離れており、2機の事故機を含め管轄空域の航空管制を1人だけで行っていた。これは必ず2人以上の管制官を置くという規律に違反した状況である。しかし、スカイガイド社では長年の慣習として、上層部からも1人だけでの航空管制が黙認されていた。
- チューリヒ航空管制センターの接近警報装置（コンフリクト・アラーム）が、事故の約30分前から機器メンテナンスのため作動していなかった。
- 主電話回線網も調整のため電源が切られており、代わりの予備回線も不調であった。
- 地上レーダーの不使用などが原因で、レーダーシステムから航空機の機影が一時的に消えたり、位置が正確に表示されない不具合も発生していた[要出典]。

このため、2機の事故機に加え、運行が遅延していた別の航空機であるアエロロイド航空1135便の進入管制も、1人の管制官で担当せねばならなかった。電話が不通だったためフリードリヒスハーフェン管制塔に管制を引き継げず、事故の45秒前まで、1135便をフリードリヒスハーフェン空港へ進入誘導する事に気を取られ、加えて接近警報装置が作動しなかった。このため、2機の異常接近に事故直前まで気付かず、対処が遅れた。
また、いずれの事故機にもTCASが装備されており、両機とも同じ管制承認高度36,000フィートを飛行中、衝突の36秒前に双方のTCASが正常に作動し611便では降下、2937便では上昇の指示をそれぞれの乗員に与えていた。一方で、管制官は衝突を回避するために、611便の高度を維持し、2937便に対しては高度35,000フィートへの降下を指示した。以上のように、TCASの指示と管制官の指示が相反したため、齟齬が生じ、
- 611便の乗員はTCASが発する降下の指示に従って、管制承認高度を離脱し降下を開始した。
- 2937便の乗員はTCASが発する上昇の指示を無視し、管制官の指示に従って降下を開始した。

こうして両機とも同時に降下した。加えて、
- TCASが作動して各機の乗員に指示が出ている事を、管制官が知る術は無かった。
- 611便がTCASの指示に従って降下中である事を無線で連絡しようとしたものの、混信で失敗した。

このために、管制官は、611便が管制承認高度36,000フィートを維持すると考え、自分の指示により2937便を降下させた事で衝突が回避されたと信じ、611便と2937便が両方とも降下している事実に最後まで気付かなかった。
同様の事故として前年の2001年1月31日、羽田発那覇行きJAL907便（ボーイング747-400D型機、乗員乗客427名）と、釜山発成田行きJAL958便（ダグラスDC-10-40型機、乗員乗客250名）が、静岡県上空で空中衝突する寸前のニアミス事故が発生していた（日本航空機駿河湾上空ニアミス事故）。このニアミス事故も管制が誤った指示を行った上に、片方のパイロットがTCASではなく管制を信じたために起きた事象であった。日本の国土交通省が国際民間航空機関(ICAO)に対して同様の事故を防止するために調査を求めたにもかかわらず、TCASと管制のいずれを優先すべきかの国際的基準が作成されないまま、本件事故に至った。駿河湾上空ニアミス事故では600人以上の命が危険に晒されたにもかかわらず、その教訓が全く意味を成さなかったのである。
事故後、スイスのレーダーの安全性を向上させるために早急な改善対策が出された。また管制官の指示とTCASの指示が相反する場合には、TCASに従うと定められた。なお、スカイガイド社の大株主であるスイス政府は、後述する管制官が自宅前で刺殺された事件を機に、事故の遺族に対する補償の用意が有る事を表明した。

## 管制官刺殺事件
事故の直接の原因となったデンマーク人航空管制官の個人情報は裁判では秘匿され、管制官の職を辞して転居して名前も変えていたが、2004年2月24日にスイスのチューリッヒ郊外の自宅で刺殺された。被疑者として、ロシア連邦バシコルトスタン共和国出身の建築士ヴィタリー・カロエフが、逮捕された。この事故により、ヴィタリーは妻と2人の子供を同時に亡くし、事故から刺殺事件を起こすまでの2年間は自宅に居る事に耐えられず、ほとんどの時間を自分の家族の墓の前で過ごしていたという。そのため、ヴィタリーは心神耗弱が認められ、スイスの法廷は2005年10月26日に懲役8年を宣告した。その後スイスの刑務所で服役していたが、2007年に刑期を短縮、釈放されてロシアへ帰国した。ロシアでヴィタリーは、多くの子供の命を奪った管制官を刺殺した英雄として処遇され、北オセチア共和国の建設副大臣に任命された。

## 映像化
ナショナルジオグラフィックチャンネルで放映されているカナダ製作のドキュメンタリー番組『メーデー!:航空機事故の真実と真相』第2シーズン第5話：「MID-AIR COLLISION」（2004年制作）で、この事故を扱った。2025年に第23シーズン第9話「Collision Catastrophe」にてリメイクされている。
なお、この番組では、管制官とTCASの指示が相反する時にはTCASの指示に従うのが世界標準であるのに対し、ロシアではどちらに従うかを明確に決めていなかったのが事故の一因であると描写している。同ナショナルジオグラフィックチャンネルで放映されているイギリス製作のドキュメンタリー番組『衝撃の瞬間』第5シーズン第6話「上空での大惨事」においても、この事故を扱った。前述の元管制官の刺殺事件の再現より番組は始まり、建築士の証言も含まれている。
2009年にドイツのテレビ局SWRとスイスのテレビ局SFが製作したテレビ映画『Flug in die Nacht – Das Unglück von Überlingen』は、この事故とその後の管制官の殺害事件を基にしている。
2017年4月に公開されたアメリカの映画『アフターマス』もこの事故後の出来事を基にしており、アーノルド・シュワルツェネッガーが主演した。
2019年5月23日に、フジテレビ系「奇跡体験!アンビリバボー2時間スペシャル 一つの事故により未来を失った2つの家族」において紹介された。